# فرد شيل
فرد شيل هو سياسي كندي، ولد في 29 سبتمبر 1952 في وينيبيغ في كندا. نشط حزبياً في حكومة توافقية.